# 24450 Victorchang
24450 Victorchang este un asteroid din centura principală de asteroizi.

## Descriere
24450 Victorchang este un asteroid din centura principală de asteroizi. A fost descoperit pe 29 august 2000 la Reedy Creek de John Broughton. Asteroidul prezintă o orbită caracterizată de o semiaxă mare de 2,96 ua, o excentricitate de 0,12 și o înclinație de 2,4° în raport cu ecliptica.